# Загродники (Люблінське воєводство)
Загродники (пол. Zagrodniki) — частина села Мазили у Польщі, в Люблінському воєводстві Томашівського повіту, ґміни Сусець.

## Історія
Первісним населенням були русини-лемки, які компактно проживали на своїх історичних землях. 